# 오스트레일리아 오픈
오스트레일리아 오픈(Australian Open) 또는 호주 오픈은 매년 1월 개최되는 세계 4대 그랜드 슬램 테니스 대회 중 하나이다. 그랜드 슬램 대회 중에서 연중 가장 일찍 열리며, 대회 장소는 빅토리아주 멜버른에 있는 멜버른 파크이다. 1회 대회가 열린 1905년부터 1987년까지는 잔디 코트에서 진행되다가 1988년부터 하드 코트로 코트 재질을 바꾸면서 멜버른 파크로 장소를 옮겨왔다. 매츠 빌랜더는 이 대회가 잔디 코트에서 개최되었을 때와 하드 코트에서 개최되었을 때 둘다 우승한 유일한 선수이다.
다른 그랜드 슬램 대회들과 마찬가지로 오스트레일리아 오픈은 남자 및 여자 단식과 남자 및 여자 복식, 혼합 복식, 그리고 주니어 및 시니어 경기 부문으로 이루어져 있다. 메인 코트인 로드 레이버 아레나(Rod Laver Arena)와 하이센스 아레나(Hisense Arena)는 우천이나 폭염 등 기상상황에 따라 조절이 가능한 개폐식 지붕을 갖추고 있다. 2008년에 이르기까지 실내 경기가 가능한 그랜드 슬램은 오스트레일리아 오픈이 유일했으며, 2009년부터는 윔블던도 센터코트에 개폐식 지붕을 설치했다. 한편 오스트레일리아의 여름시즌 한 가운데에 열리는 탓에 지독한 폭염으로 악명이 높은 오스트레일리아 오픈은, 선수 보호를 위해 경기 중에 기온 및 습도가 위험한 수준까지 상승하는 경우 ‘폭염시 특별 규정’(extreme heat policy)을 적용한다.
매년 뛰어난 관중 동원력을 자랑하는 오스트레일리아 오픈은 2009년 대회에서 그랜드 슬램 사상 일일 주/야간 최다 관객 동원 기록을 세웠다.(66,018명) 이러한 높은 인기 덕분에 오스트레일리아 오픈은 오스트레일리아 경제에 약 380만 파운드의 경제효과를 가져온다고 알려져 있다.
2008년에는 코트 재질을 20년간 사용해온 리바운드 에이스에서 중간 정도의 바운드 속도에 쿠션층을 갖춘 아크릴 재질의 플렉시쿠션으로 교체하였다. 이 새로운 코트 재질의 가장 큰 장점은 안정성이 높고 열에 의한 변형이 적다는 점으로, 이것은 표면의 최상층이 이전 재질보다 더 얇아졌기 때문에 생기는 효과이다. 이러한 코트 교체는 오스트레일리아 오픈 직전에 열리는 모든 리드업 대회(lead-up tournament)에도 동일하게 적용되었다. 한편 플렉시쿠션은 US 오픈에서 사용되고 있는 데코터프와 유사하다는 사실로 인해 도입 시에 많은 비판을 받기도 했다.
2015년 대회에서는 남자 단식에서 노박 조코비치, 여자 단식에서 세리나 윌리엄스가 우승하였다.
2017년 대회에서는 남자 단식 결승전에 로저 페더러와 라파엘 나달이, 여자 단식 결승전에 비너스 윌리엄스와 세리나 윌리엄스가 진출하였다. 남자 단식에서 로저 페더러, 여자 단식에서 세리나 윌리엄스가 우승하였다.
2018년 대회에서는 남자 단식에서 로저 페더러, 여자 단식에서 카롤리네 보즈니아키가 우승하였다.
2020년 대회에서는 남자 단식에서 우승은 노박 조코비치,준우승은 도미니크 팀이,여자 단식에서는 소피아 캐닌이,준우승은 무구루사 선수가 했다.

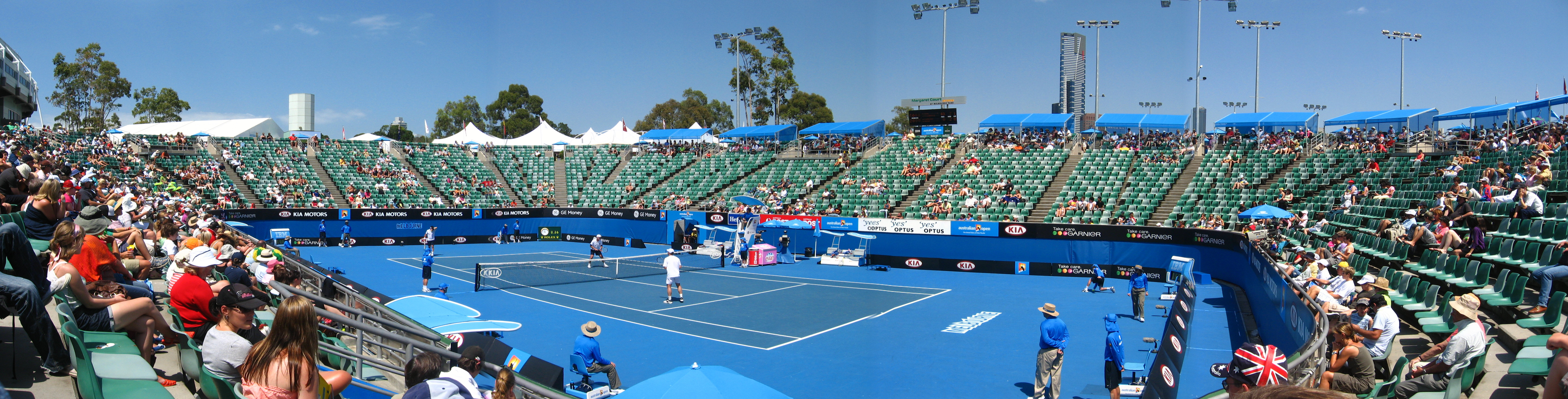
2008년 대회 당시 마가렛 코트 아레나의 전경.

## 역사

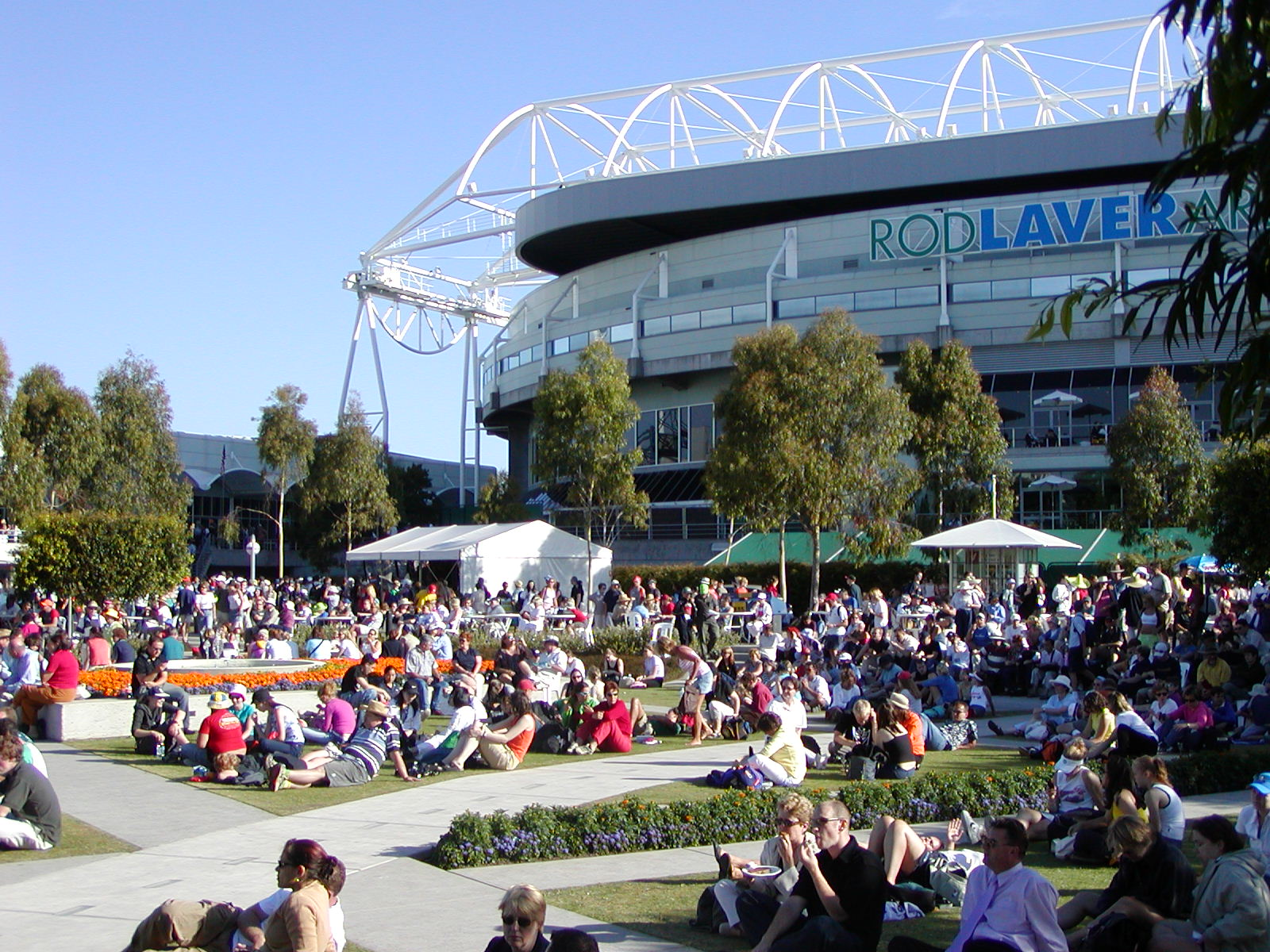
센터 코트인 로드 레이버 아레나의 모습.

오스트레일리아 오픈은 옛 오스트레일리아 론 테니스 협회(Lawn Tennis Association of Australia)의 후신인 테니스 오스트레일리아에서 주관한다. 제1회 대회는 1905년 멜버른 세인트킬더로드에 있는 웨어하우스맨스 크리켓 경기장(Warehouseman's Cricket Ground)에서 개최되었다. 이 경기장은 현재는 알버트 리저브 테니스 센터(Albert Reserve Tennis Centre)가 되었다.
창설 당시의 대회명은 오스트레일레시아 선수권 대회였다. 그 후 1927년 오스트레일리아 선수권 대회로, 프로 선수의 참가가 허용되기 시작한 1969년부터 현재와 같은 오스트레일리아 오픈으로 대회명이 바뀌었다. 1905년부터 한동안 대회는 오스트레일리아 5개 도시와 뉴질랜드 2개 도시를 순회하며 열렸다. 각 도시별 대회 유치 회수는 다음과 같다.
- 멜버른: 50회
- 시드니: 17회
- 애들레이드: 14회
- 브리즈번: 8회
- 퍼스: 3회
- 크라이스트처치: 1회 (1906년)
- 헤이스팅스: 1회 (1912년)[6]

1972년부터는 개최 도시를 한 곳으로 고정하는 것으로 결정이 되었는데, 이에 따라 가장 많은 관중이 몰렸던 멜버른의 쿠용 론 테니스 클럽(Kooyong Lawn Tennis Club)이 유일한 대회 장소로 사용되게 되었다.
대회의 성장으로 더 많은 관중 수용능력이 요구됨에 따라 기존의 쿠용 파크를 대체하는 멜버른 파크(과거의 Flinders Park)가 건립되어 1988년 대회부터 새로운 대회 장소로 사용되었다. 대회 장소의 이전은 매우 성공적이어서, 1988년 대회의 관중 수는 266,436명으로 예년에 비해 90% 증가하였다.
1920년대에는 배를 이용해 유럽에서 오스트레일리아로 이동하는 데에 약 45일이 소요되었다. 이러한 타대륙과의 지리적인 거리로 인해 초기에는 타국 선수가 오스트레일리아 오픈에 참가하는 경우가 드물었다. 비행기를 이용해 오스트레일리아에 와 테니스 대회에 참가한 최초의 선수들은 1946년 데이비스 컵 경기를 위해 오스트레일리아를 찾은 미국 선수들이었다. 오스트레일리아 내에서 조차도 장거리 이동은 쉽지 않은 일이었다. 대회가 퍼스에서 개최되었을 당시 빅토리아주나 뉴사우스웨일스주에서 온 선수들은 한 명도 없었는데, 이는 이 지역에서 퍼스까지의 거리가 오스트레일리아 대륙의 동서를 가로질러 3,000km에 달했기 때문이었다. 1906년 크리스트처치에서 대회가 열렸을 때에는 참가 선수가 10명이었고 그 중 오스트레일리아 출신 선수는 2명 뿐이었으며, 우승자는 뉴질랜드 선수였다.

## 관객 동원 기록
- 2022년 - 346,468명
- 2021년 - 130,374명[9]
- 2020년 - 812,174명[10]
- 2019년 - 796,435명
- 2018년 - 743,667명
- 2017년 - 728,763명
- 2016년 - 720,363명
- 2015년 - 703,899명
- 2014년 - 643,280명
- 2013년 - 684,457명
- 2012년 - 686,006명
- 2011년 - 651,127명
- 2010년 - 653,860명
- 2009년 - 603,160명[2]
- 2008년 - 605,735명[11]
- 2007년 - 554,858명[12]
- 2006년 - 550,550명
- 2005년 - 543,873명[13]
- 2004년 - 521,691명

## 트로피 및 상금
트로피에는 역대 우승자들의 이름이 새겨져있다.
- 여자 단식 우승 트로피: 다프네 애커스트 컵 (Daphne Akhurst Memorial Cup)
- 남자 단식 우승 트로피: 노만 브룩스 컵 (Norman Brookes Challenge Cup)

2009년부터 남녀 단식 경기의 상금이 동등하게 책정되었으며 본선에 진출한 선수들에게 다음과 같이 지급된다.
- 1회전 진출자: A$60,000
- 2회전 진출자: A$90,000
- 3회전 진출자: A$142,500
- 4회전 진출자: A$240,000
- 8강 진출자: A$440,000
- 준결승 진출자: A$880,000
- 준우승자: A$2,000,000
- 우승자: A$4,000,000 (약 2,301,600 파운드 / 약 2,614,400 유로 / 약 3,235,840 미국 달러)

## 역대 기록
다른 그랜드 슬램 대회들이 1968년에 오픈이 된 것과는 달리 오스트레일리아 오픈은 1969년에 프로 선수들에게 오픈이 되었다. 이에 따라 여기에 있는 옛 기록들 중에는 1969년이 되면서 끊기게 된 것들이 많은 편이다. (자료 출처)
| 기록                                                         | 오픈 시대         | 선수명                                                                | 회수               | 연도                                                                                            |
| ------------------------------------------------------------ | ----------------- | --------------------------------------------------------------------- | ------------------ | ----------------------------------------------------------------------------------------------- |
| 남자 (1904년 이후)                                           |                   |                                                                       |                    |                                                                                                 |
| 남자 단식 최다 우승자                                        | 1969년 이전:      | 로이 에머슨                                                           | 6                  | 1961, 1963, 1964, 1965, 1966, 1967                                                              |
| 남자 단식 최다 우승자                                        | 1968년 이후:      | 노박 조코비치 로저 페더러                                             | 6                  | 2008, 2011, 2012, 2013, 2015, 2016 2004, 2006, 2007, 2010, 2017, 2018                           |
| 남자 단식 최다 연속 우승자                                   | 1969년 이전:      | 로이 에머슨                                                           | 5                  | 1963, 1964, 1965, 1966, 1967                                                                    |
| 남자 단식 최다 연속 우승자                                   | 1968년 이후:      | 노박 조코비치                                                         | 3                  | 2011, 2012, 2013                                                                                |
| 남자 복식 최다 우승자                                        | 1969년 이전:      | 아드리안 퀴스트                                                       | 10                 | 1936, 1937, 1938, 1939, 1940, 1946, 1947, 1948, 1949, 1950                                      |
| 남자 복식 최다 우승자                                        | 1968년 이후:      | 밥 브라이언 마이크 브라이언                                           | 6                  | 2006, 2007, 2009, 2010, 2011, 2013 2006, 2007, 2009, 2010, 2011, 2013                           |
| 남자 복식 최다 연속 우승자                                   | 1969년 이전:      | 아드리안 퀴스트                                                       | 10                 | 1936, 1937, 1938, 1939, 1940, 1946, 1947, 1948, 1949, 1950                                      |
| 남자 복식 최다 연속 우승자                                   | 1968년 이후:      | 밥 브라이언 마이크 브라이언                                           | 3                  | 2009, 2010, 2011 2009, 2010, 2011                                                               |
| 혼합 복식 최다 우승자 - 남자                                 | 1969년 이전:      | 해리 호프만 콜린 롱                                                   | 4                  | 1930, 1936, 1937, 1939 1940, 1946, 1947, 1948                                                   |
| 혼합 복식 최다 우승자 - 남자                                 | 1968년 이후:      | 짐 푸 리앤더 페이즈 대니얼 네스터                                     | 3                  | 1988, 1989, 1990 2003, 2010, 2015 2007, 2011, 2014                                              |
| 타이틀 최다 보유자 (합산: 단식, 남자 복식, 혼합 복식) - 남자 | 1969년 이전:      | 아드리안 퀴스트                                                       | 13                 | 1936-1950 (singles 3, 남자 복식 10, 혼합 복식 0)                                                |
| 타이틀 최다 보유자 (합산: 단식, 남자 복식, 혼합 복식) - 남자 | 1968년 이후:      | 밥 브라이언 마이크 브라이언 노박 조코비치 로저 페더러                 | 6                  | 2006–2013 (남자 복식 6) 2006–2013 (남자 복식 6) 2008–2016 (남자 단식 6) 2004–2018 (남자 단식 6) |
| 여자 (1921년 이후)                                           |                   |                                                                       |                    |                                                                                                 |
| 여자 단식 최다 우승자                                        | 역대:             | 마가렛 코트                                                           | 11                 | 1960, 1961, 1962, 1963, 1964, 1965, 1966, 1969, 1970, 1971, 1973                                |
| 여자 단식 최다 우승자                                        | 1969년 이전:      | 마가렛 코트                                                           | 7                  | 1960, 1961, 1962, 1963, 1964, 1965, 1966                                                        |
| 여자 단식 최다 우승자                                        | 1968년 이후:      | 세레나 윌리엄스                                                       | 7                  | 2003, 2005, 2007, 2009, 2010, 2015, 2017                                                        |
| 여자 단식 최다 연속 우승자                                   | 1969년 이전:      | 마가렛 코트                                                           | 7                  | 1960, 1961, 1962, 1963, 1964, 1965, 1966                                                        |
| 여자 단식 최다 연속 우승자                                   | 1968년 이후:      | 마가렛 코트 이본 굴라공 슈테피 그라프 / 모니카 셀레스 마르티나 힝기스 | 3                  | 1969, 1970, 1971 1974, 1975, 1976 1988, 1989, 1990 1991, 1992, 1993 1997, 1998, 1999            |
| 여자 복식 최다 우승자                                        | 1969년 이전:      | 델마 코인 롱                                                          | 12                 | 1936, 1937, 1938, 1939, 1940, 1947, 1948, 1949, 1951, 1952, 1956, 1958                          |
| 여자 복식 최다 우승자                                        | 1968년 이후:      | / 마르티나 나브라틸로바                                               | 8                  | 1980, 1982, 1983, 1984, 1985, 1987, 1988, 1989                                                  |
| 여자 복식 최다 연속 우승자                                   | 1969년 이전:      | 델마 코인 롱 낸시 윈 볼턴                                             | 5                  | 1936, 1937, 1938, 1939, 1940                                                                    |
| 여자 복식 최다 연속 우승자                                   | 1968년 이후:      | / 마르티나 나브라틸로바 팸 슈라이버                                   | 7                  | 1982, 1983, 1984, 1985, 1987, 1988, 1989 1982, 1983, 1984, 1985, 1987, 1988, 1989               |
| 혼합 복식 최다 우승자 - 여자                                 | 1969년 이전:      | 다프네 악허스트 코젠스 넬 홀 홉맨 낸시 윈 볼턴 델마 코인 롱           | 4                  | 1924, 1925, 1928, 1929 1930, 1936, 1937, 1939 1940, 1946, 1947, 1948 1951, 1952, 1954, 1955     |
| 혼합 복식 최다 우승자 - 여자                                 | 1968년 이후:      | 야나 노보트나 라리사 네일랜드 마르티나 힝기스                         | 2                  | 1988, 1989 1994, 1996 2006, 2015                                                                |
| 타이틀 최다 보유자 (합산: 단식, 여자 복식, 혼합 복식) - 여자 | 1969년 이전:      | 낸시 윈 볼턴                                                          | 20                 | 1936-1952 (단식 6, 여자 복식 10, 혼합 복식 4)                                                   |
| 타이틀 최다 보유자 (합산: 단식, 여자 복식, 혼합 복식) - 여자 | 1968년 이후:      | / 마르티나 나브라틸로바                                               | 12                 | 1980-2003 (단식 3, 여자 복식 8, 혼합 복식 1)                                                    |
| 기타                                                         |                   |                                                                       |                    |                                                                                                 |
| 최연소 우승자                                                | 남자 단식:        | 켄 로즈월                                                             | 18년 2개월 (1953)  |                                                                                                 |
| 최연소 우승자                                                | 남자 복식:        | 루 호드                                                               | 18년 2개월 (1953)  |                                                                                                 |
| 최연소 우승자                                                | 여자 단식:        | 마르티나 힝기스                                                       | 16년 4개월 (1997)  |                                                                                                 |
| 최연소 우승자                                                | 여자 복식:        | 미라냐 루치치                                                         | 15년 10개월 (1998) |                                                                                                 |
| 최연장 우승자                                                | 남자 단식:        | 켄 로즈월                                                             | 37년 8개월 (1972)  |                                                                                                 |
| 최연장 우승자                                                | 남자 복식:        | 노만 브룩스                                                           | 46년 2개월 (1924)  |                                                                                                 |
| 최연장 우승자                                                | 여자 단식:        | 델마 코인 롱                                                          | 35년 8개월 (1954)  |                                                                                                 |
| 최연장 우승자                                                | 여자 복식:        | 델마 코인 롱                                                          | 37년 7개월 (1956)  |                                                                                                 |
| 최연장 우승자                                                | 혼합 복식 (남자): | 호레이스 라이스                                                       | 52년 (1923)        |                                                                                                 |
| 최연장 우승자                                                | 혼합 복식 (여자): | 마르티나 나브라틸로바                                                 | 46년 3개월 (2003)  |                                                                                                 |

## 방송 중계
1973년부터 2018년까지 세븐 네트워크가 호주 오픈의 주관 방송사 역할을 하였다. 2018년 3월에 나인 네트워크가 2020년부터 5년간 대회 중계권을 확보하였다는 발표가 있었으며, 이후 2019년 대회 중계권도 추가로 인수하였다.
호주 오픈 중계권은 대회가 여름철 비시청률 기간 말기에 열리는 특성으로 인해 방송사에게 향후 편성 프로그램을 홍보할 수 있는 기회를 제공하기 때문에 가치가 높다. 2022년 기준으로, 나인 네트워크는 중계권 계약을 2029년까지 연장하였다.
유럽에서는 유로스포츠가 호주 오픈을 중계하고 있으며, 그 외 영국의 BBC, 스위스의 SRG, 네덜란드의 NOS, 세르비아의 RTS 등이 과거 중계한 바 있다. 영국에서는 BBC가 예산 삭감으로 인해 2016년 대회부터 생중계를 중단하였으며, 이에 따라 유로스포츠가 단독 생중계 방송사가 되었다.
중동 및 북아프리카 지역에서는 글로벌 스포츠 방송 네트워크(beIN Sports), 사하라 이남 아프리카 지역에서는 슈퍼스포츠(SuperSport)가 대회를 중계하고 있다. 미국에서는 ESPN2, ESPN3, Tennis Channel을 통해 중계되며, 주요 하이라이트는 ABC에서 제한적으로 방송된다. 결승전은 ESPN에서 생중계되며, 중앙아메리카 및 남아메리카 지역에서는 ESPN International을 통해 방송된다. 캐나다에서는 TSN이 대회를 중계한다.
아시아·태평양 지역에서는 중화인민공화국의 CCTV, 베이징 TV(Beijing TV), Shanghai Dragon TV, Guangdong TV, 스타스포츠(Star Sports) 등 다섯 개 네트워크와 온라인 플랫폼 iQIY Sports를 통해 방송된다. 일본에서는 국영 방송사 NHK와 유료 방송사 WOWOW가 중계하며, 대한민국에서는 원래 지상파 채널였으나, 2016년부터 2022년까지 JTBC3 폭스 & 스포츠이었으며, 2023년부터 tvN SPORTS를 현재까지 중계하고 있다. 인도 아대륙에서는 2015년부터 Sony Six가 중계해오고 있다. 아시아 기타 지역에서는 2021년까지 폭스 스포츠 아시아(Fox Sports Asia)가 중계하였으나, 이후 2022년부터는 글로벌 스포츠(beIN Sports)가 중계권을 인수하였다. 단, 베트남에서는 K+를 통해 방송된다.

## 같이 보기
- 오스트레일리아 오픈 남자 단식 우승자 목록
- 오스트레일리아 오픈 여자 단식 우승자 목록
- 프랑스 오픈
- US 오픈 (테니스)